# Climat de la Nouvelle-Zélande

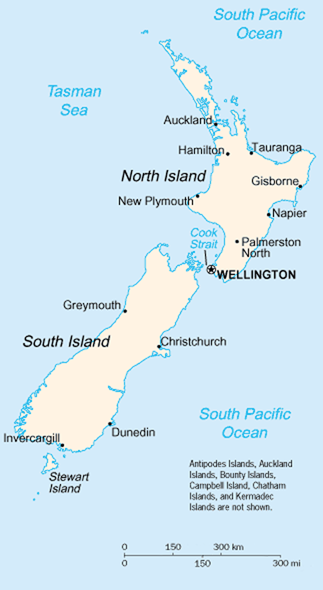
Carte de Nouvelle-Zélande.

Le climat de la Nouvelle-Zélande est océanique. Les températures moyennes varient entre 8 °C dans l'île du Sud et 16 °C dans l'île du Nord. Janvier et février sont les mois les plus chauds alors que juillet est le mois le plus froid. La Nouvelle-Zélande ne dispose pas d'une large gamme de température mais le temps peut changer rapidement et de manière inattendue. Un climat subtropical humide est perçu dans la péninsule de Northland.

## Description
Il y a trois facteurs principaux qui influent sur le climat de la Nouvelle-Zélande :
- sa latitude, avec la présence de vents dominants d'ouest ;
- l'influence océanique ;
- les montagnes, en particulier les Alpes du Sud.

Comme pour de nombreuses îles dans le monde, l'influence de l'océan réduit les extrêmes de température côtière. Le mois le plus froid est juillet et le mois le plus chaud est janvier ou février. En général, il existe des variations relativement faibles entre les températures d'été et d'hiver. Les températures moyennes varient entre 8 °C dans l'île du Sud et 16 °C dans l'île du Nord. Les variations de température tout au long de la journée sont également relativement faibles. Les zones intérieures et à l'est des plages font exception à la règle, avec des variations quotidiennes pouvant dépasser 25 °C et des différences allant jusqu'à 14 °C entre les températures élevées moyennes d'été et d'hiver.
Les plus grandes variations de températures se trouvent à l'intérieur des régions de Canterbury et d'Otago, et en particulier dans l'Otago central. Dans cette dernière et le bassin de Mackenzie, on retrouve ce qui se rapproche le plus d'un climat continental, généralement plus secs en partie à cause de l'effet de foehn et par son isolation de l'océan. Ces zones peuvent connaître des températures estivales de 30 °C, alors qu'en hiver neige et fortes gelées sont communs.
La plupart des régions du pays ont une pluviométrie comprise entre 600 et 1 600 millimètres, les maxima étant rencontrés le long de la côte Ouest de l'île du Sud et les minima sur la côte Est de la même île, principalement dans les plaines de Canterbury. Christchurch est la ville la plus sèche et reçoit environ 640 millimètres de pluie par an tandis que Auckland en compte pratiquement le double.
La neige tombe sur l'île du sud et à plus haute altitude sur l'île du nord mais y est extrêmement rare au niveau de la mer. La neige est plus commune à l'intérieur des terres dans les deux îles principales, bien que la neige atteignant le niveau de la mer se produise en moyenne une ou deux fois par an dans le centre et le sud de l'île du Sud.
L'indice ultra-violet peut être très élevé voire extrême dans certains endroits au Nord de l'île du Nord. Ceci est dû au fait que l'atmosphère du pays est relativement pure (sans pollution) en comparaison de nombreux autres pays.

## Île du Nord

### Climat à Auckland
Auckland a un climat océanique très doux, avec des étés chauds et humides et des hivers doux et très pluvieux. C'est la ville avec le climat le plus chaud du pays ; de 2003 à 2006 elle a également été la plus ensoleillée, avec une moyenne de 2 170 heures de soleil par an. La température maximale moyenne en février est de 23,7°C, et en juillet de 14,5 °C. Le maximum jamais enregistré est de 30,5 °C, le minimum −2,5 °C. Les précipitations sont abondantes toute l'année, avec une moyenne de 1 240 mm par an répartis sur 137 jours de pluie. Les conditions varient selon la région de la ville en raison de sa géographie variée. Il y a donc des records de température intra-muros officieux, dont le maximum de 32,4 °C à Henderson en février 1998. Le 27 juillet 1939, Auckland vit la seule tombée de neige connue de son histoire.
Le calme tôt le matin avant que les vents  de la mer commencent à souffler sur l'isthme, les jours de beau temps, a été décrit pour la première fois en 1853 : « En toutes saisons, la beauté de la journée se voit tôt le matin. À cette heure on voit généralement dominer un calme grave et parfait… ». Les Aucklanders profitent souvent de cette période du jour pour marcher ou courir dans les parcs.
Comme le taux de possession de voiture est très haut et le contrôle des émissions relativement faible, l'air d'Auckland souffre de pollution, particulièrement en ce qui concerne les émissions de particules en suspension fines. Le niveau maximum accepté de monoxyde de carbone est souvent franchi. Quoique les vents maritimes puissent balayer la pollution assez rapidement, elle peut parfois apparaître dans la forme de smog, particulièrement les jours calmes d'hiver.
| Mois                              | jan. | fév. | mars | avril | mai   | juin  | jui.  | août  | sep. | oct. | nov. | déc. | année   |
| --------------------------------- | ---- | ---- | ---- | ----- | ----- | ----- | ----- | ----- | ---- | ---- | ---- | ---- | ------- |
| Température minimale moyenne (°C) | 16,5 | 16,9 | 16,1 | 13,7  | 11,2  | 9,3   | 8,3   | 9     | 10,2 | 11,6 | 13,3 | 15   | 12,6    |
| Température moyenne (°C)          | 19,7 | 20   | 19,1 | 16,7  | 14,2  | 12,2  | 11,3  | 11,9  | 13,1 | 14,5 | 16,2 | 18   | 15,6    |
| Température maximale moyenne (°C) | 22,8 | 23,1 | 22,1 | 19,7  | 17,2  | 15,1  | 14,3  | 14,8  | 15,9 | 17,4 | 19,2 | 21,1 | 18,6    |
| Ensoleillement (h)                | 229  | 195  | 189  | 157   | 140   | 110   | 128   | 143   | 149  | 178  | 188  | 197  | 2 003   |
| Précipitations (mm)               | 76,1 | 70,4 | 88,7 | 92,9  | 101,4 | 115,5 | 118,6 | 114,4 | 92,3 | 80,4 | 83,7 | 86   | 1 120,4 |

### Climat à Wellington
Wellington connait un climat océanique, caractérisé par des hivers doux et des étés frais. Les précipitations abondantes sont bien réparties tout au long de l'année.
| Mois                               | janvier | février | mars | avril | mai  | juin | juillet | août | septembre | octobre | novembre | décembre | Année |
| ---------------------------------- | ------- | ------- | ---- | ----- | ---- | ---- | ------- | ---- | --------- | ------- | -------- | -------- | ----- |
| Maximales (°C)                     | 20,3    | 20,6    | 19   | 16,7  | 14,2 | 12   | 11,4    | 12   | 13,5      | 15      | 16,6     | 18,5     | 15,8  |
| Minimales (°C)                     | 13,4    | 13,6    | 12,6 | 10,9  | 8,8  | 6,9  | 6,3     | 6,5  | 7,7       | 9       | 10,3     | 12,2     | 9,9   |
| Précipitations (mm)                | 72      | 62      | 92   | 100   | 117  | 147  | 136     | 123  | 100       | 115     | 99       | 86       | 1 249 |
| Source : NIWA Science climate data |         |         |      |       |      |      |         |      |           |         |          |          |       |

### Climat à Palmerston North
Le climat de Palmerston North est tempéré, avec des températures montant jusqu'à 22 °C en été et 12 °C en hiver. Le mercure monte au-dessus de 25 °C environ 20 jours par année. Les précipitations annuelles sont d'environ 960 mm, et il pleut environ 5 % du temps. Il y a en moyenne 200 jours sans pluie par année.
Dans les monts aux alentours il y a un vent constant, particulièrement au printemps. Beaucoup de cette région est dans les limites de la ville. Les monts ayant des vents presque permanents, plusieurs entreprises font de la pression pour y installer des turbines éoliennes ; certains habitants y résistent, voulant continuer à avoir des vues sur la nature vierge. Près de la ville est situé le parc éolien le plus grand de l'hémisphère sud, avec 150 turbines sur les monts Tararua et Ruahine. Il génère de l'électricité pour environ 30 000 domiciles.
La température maximale moyenne pour l'année à Palmerston North est de 17,5 et la température minimale moyenne, 9,1. En été, la température maximale moyenne est de 22 et 12 en hiver.

### Climat à Hamilton
Le climat de Hamilton est tempéré et humide. La ville reçoit 1 184 mm de pluie par an. Les températures maximales en janvier et février oscillent de 22 °C à 26 °C et entre 10 °C et 15 °C en juillet et en août. En été (de décembre à mars) les températures peuvent dépasser 30 °C et en hiver (de juin à septembre) les températures matinales peuvent atteindre −5 °C. Un brouillard épais enveloppe la ville les matins d'hiver. La ville n'est jamais enneigée.

## Île du Sud

### Climat à Christchurch
Le climat de Christchurch est océanique, avec une température comprise entre 15 °C et 25 °C en janvier (mais 30 °C et plus sont possibles) et entre 5 °C et 15 °C en juillet. En été le vent du Pacifique soufflant du nord-est limite la hausse des températures. Cependant, en février 1973, on mesura une température pour les maximales de 41,6 °C. Le nor'wester, un vent chaud à effet de foehn soufflant du nord-ouest (d'où son nom) peut parfois prendre un caractère de tempête, causant des dégâts mineurs.
En hiver, les températures inférieures 0 °C sont fréquentes la nuit. On compte en moyenne 70 jours de givre par an. La neige tombe environ deux fois par an sur les collines et une ou deux fois en plaine.
Lors de certaines nuits froides d'hiver, la proximité des collines et l'air froid et calme  contribuent à la création d'une couche d'inversion. Le gaz d'échappement des véhicules et la fumée de combustion sont alors prisonnières de cette couche et il se forme du smog. Christchurch a souvent dépassé les limites de pollution de l'air admises par l'Organisation mondiale de la santé mais l'air qu'on y respire y est cependant de bien meilleure qualité qu'à Mexico ou Los Angeles. La mairie essaie de mettre à niveau les systèmes de chauffage de la ville pour tenter de limiter la pollution.
| Mois                              | jan. | fév. | mars | avril | mai  | juin | jui. | août | sep. | oct. | nov. | déc. | année |
| --------------------------------- | ---- | ---- | ---- | ----- | ---- | ---- | ---- | ---- | ---- | ---- | ---- | ---- | ----- |
| Température minimale moyenne (°C) | 12,2 | 12,1 | 10,6 | 7,7   | 4,5  | 2,1  | 1,9  | 2,9  | 5,1  | 7,2  | 8,9  | 10,9 | 7,2   |
| Température maximale moyenne (°C) | 22,5 | 22,2 | 20,4 | 17,8  | 14,6 | 11,7 | 11,3 | 12,4 | 14,9 | 17,4 | 19,2 | 21,2 | 17,1  |
| Précipitations (mm)               | 42   | 39   | 54   | 54    | 56   | 66   | 79   | 69   | 47   | 53   | 44   | 49   | 648   |

### Climat à Invercargill
Invercargill possède un climat océanique tel que celui qu'on trouve dans les Îles Britanniques.
Invercargill est la « cité de l'Eau et de la Lumière ». La lumière est celle des longs couchers de soleil de l'été et des aurores australes. L'eau est une allusion humoristique aux trombes d'eau horizontales qu'on peut voir dans les rues de la ville lorsque les vents forts s'y engouffrent.
| Mois                              | jan. | fév. | mars | avril | mai  | juin | jui. | août | sep. | oct. | nov. | déc. | année |
| --------------------------------- | ---- | ---- | ---- | ----- | ---- | ---- | ---- | ---- | ---- | ---- | ---- | ---- | ----- |
| Température minimale moyenne (°C) | 9,4  | 9,7  | 7,7  | 5,6   | 3,7  | 1,5  | 0,9  | 1,9  | 3,7  | 5,5  | 6,8  | 7,4  | 5,4   |
| Température maximale moyenne (°C) | 18,6 | 18,8 | 17,2 | 15    | 12,2 | 9,7  | 9,5  | 11   | 12,9 | 14,4 | 15,8 | 17,5 | 14,4  |
| Précipitations (mm)               | 114  | 79   | 94   | 100   | 114  | 99   | 88   | 71   | 80   | 95   | 81   | 100  | 1 112 |

### Climat à Dunedin
| Mois                                | jan. | fév. | mars | avril | mai  | juin | jui. | août | sep. | oct. | nov. | déc. | année |
| ----------------------------------- | ---- | ---- | ---- | ----- | ---- | ---- | ---- | ---- | ---- | ---- | ---- | ---- | ----- |
| Température minimale moyenne (°C)   | 11,6 | 11,5 | 10,2 | 8,2   | 5,9  | 4    | 3,1  | 4,2  | 5,9  | 7,2  | 8,6  | 10,4 | 7,6   |
| Température maximale moyenne (°C)   | 18,9 | 18,6 | 17,3 | 15,3  | 12,7 | 10,6 | 10   | 11,2 | 13,2 | 14,7 | 16,1 | 17,3 | 14,6  |
| Précipitations (mm)                 | 72,9 | 67,8 | 64   | 50,9  | 64,7 | 57,9 | 57,1 | 55,7 | 48,3 | 61,7 | 56,4 | 80,2 | 737,6 |
| Nombre de jours avec précipitations | 9,7  | 8,5  | 8,9  | 8,3   | 9,8  | 9,4  | 9,3  | 9,6  | 8,7  | 10,1 | 10   | 12   | 114,2 |

### Climat à Queenstown
Queenstown a un climat alpin, en hiver le ciel y est bleu clair et la neige est présente sur les hauteurs.
L'été est constitué de longs jours chauds avec des températures pouvant atteindre 30 °C (2007/2008).

### Climat à Timaru
| Mois                               | janvier | février | mars | avril | mai  | juin | juillet | août | septembre | octobre | novembre | décembre | Année |
| ---------------------------------- | ------- | ------- | ---- | ----- | ---- | ---- | ------- | ---- | --------- | ------- | -------- | -------- | ----- |
| Maximales (°C)                     | 21,1    | 20,9    | 19,3 | 16,6  | 13,3 | 10,6 | 10,1    | 11,4 | 14,2      | 16      | 18,3     | 19,9     | 16    |
| Minimales (°C)                     | 11,3    | 11,1    | 10   | 7,1   | 3,9  | 1,3  | 1,2     | 2,3  | 4,5       | 6,4     | 8,4      | 10,4     | 6,5   |
| Précipitations (mm)                | 46      | 38      | 52   | 66    | 42   | 41   | 43      | 45   | 35        | 55      | 48       | 53       | 573   |
| Source : NIWA Science climate data |         |         |      |       |      |      |         |      |           |         |          |          |       |

### Climat à Westport
Le climat de Westport est fortement influencé par la grande quantité de précipitations de la mer de Tasman, avec tous les mois, sauf février sont en moyenne assez humide. Malgré les précipitations annuel très élevé, Westport est souvent sujet à la sécheresse et des mesures de conservation sont parfois déclenchées. Le climat de Westport étant plus froid que dans les autres parties plus au nord de la Nouvelle-Zélande, les changements de température moyenne sur l'année ne sont pas extrêmes.
| Mois                      | Jan  | Fév  | Mar  | Avr  | Mai  | Jun | Jul  | Aou  | Sep  | Oct  | Nov  | Dec  | Année |
| ------------------------- | ---- | ---- | ---- | ---- | ---- | --- | ---- | ---- | ---- | ---- | ---- | ---- | ----- |
| Moyenne haute °C          | 20   | 20,4 | 19,5 | 17,2 | 14,7 | 13  | 12,6 | 13,2 | 14,3 | 15,3 | 16,9 | 18,6 | 16,3  |
| Moyenne basse °C          | 12,4 | 12,7 | 12   | 9,8  | 7,3  | 5,3 | 4,6  | 5,5  | 7    | 8,3  | 10   | 11,5 | 8,8   |
| Précipitation en mm       | 189  | 133  | 171  | 192  | 209  | 199 | 187  | 187  | 201  | 198  | 183  | 215  | 2.274 |
| source: NIWA Climate Data |      |      |      |      |      |     |      |      |      |      |      |      |       |